# Харичев, Иван Евстигнеевич
Иван Евстигнеевич Харичев (1923 — 2003) — советский военный деятель, организатор работ по эксплуатации
космических спутников, генерал-лейтенант. Начальник Центра космической разведки Главного разведывательного управления ВС СССР (1974—1988).

## Биография
Родился 26 марта 1921 года в станице Кущёвская, Краснодарского края.
С 1941 года был призван в ряды РККА и направлен для прохождения обучения в Пензенском артиллерийско-миномётном училище. С 1942 по 1945 год участник Великой Отечественной войны в составе 12-й мотострелковой бригады 11-го танкового корпуса в должностях командира миномётного взвода и миномётного батальона. Воевал на Брянском, Центральном, Южном, 1-м и 4-м Украинском и 1-м Белорусском фронтах, был дважды ранен и контужен в боях. За период войны за проявленные мужество и героизм Указом Президиума Верховного Совета СССР И. Е. Харичев был награждён орденами Красного Знамени, Александра Невского и Орден Отечественной войны I и II степеней.
С 1949 года после окончания Военной инженерной академии имени Ф. Э. Дзержинского служил на командных должностях в артиллерийских частях Советской армии. С 1960 по 1972 год на научно-исследовательской работе в НИИ-4 МО СССР пройдя путь от старшего офицера отдела ракетной техники до начальника Управления перспектив развития и боевого применения ракетной и космической техники.
С 1972 по 1988 год служил в центральном аппарате Главного разведывательного управления ВС СССР: с 1972 по 1973 год — начальник 162-го Центра военно-технической информации 11-го управления (космическая разведка). С 1973 по 1974 год — заместитель начальника
и с 1974 по 1988 год — начальник 11-го управления и одновременно — руководитель Центра космической разведки. С 1970 по 1988 год под руководством и при непосредственном участии И. Е. Харичева были подготовлены к пускам и эксплуатации разведывательный космический аппарат «Зенит» и его аналоги, специализированные спутники видовой разведки семейства «Янтарь», в том числе —  «Янтарь-4К1», «Янтарь-1КФТ», «Янтарь-4К2» и «Янтарь-4КС1».
Скончался 21 июля 2003 года в Москве, похоронен на Троекуровском кладбище.

## Награды
- Орден Красного Знамени (29.06.1945)
- Орден Александра Невского (19.03.1945)
- Орден Отечественной войны I (18.08.1944, 6.04.1985) и II степени (9.10.1943)
- Орден Трудового Красного Знамени
- Орден Красной Звезды
- Орден «За службу Родине в Вооружённых Силах СССР» II и III степени
- две Медали «За боевые заслуги» (10.10.1943, 1953)
- Медаль «За победу над Германией в Великой Отечественной войне 1941—1945 гг.»[3][1][2]
- Имеются и другие государственные награды[Комм 1]

## Комментарии
1. ↑  На некоторых фотографиях: 1 Архивная копия от 1 мая 2021 на Wayback Machine, 2 Архивная копия от 17 августа 2018 на Wayback Machine у генерал-лейтенанта И. Е. Харичева имеется знак лауреата Государственной премии СССР и Орден Знак Почёта, но пока по этим государственным наградам документальных подтверждений не найдено.